# Lotari II de Lotaríngia
Lotari II (835 – Piacenza, 8 d'agost de 869) va ser fill de Lotari I. Durant la guerra civil franca va acompanyar el seu pare en la campanya a la Gàl·lia comandant els saxons després de la batalla de Fontenoy-en-Puisaye. Després de l'abdicació del seu pare en 855 es va convertir en monarca de la part nord del regne del seu pare que comprenia el territori situat entre Frísia i l'actual Suïssa. A la seva mort el regne es va denominar en el seu honor Lotaríngia i va ser dividit entre els seus oncles mitjançant el Tractat de Meerssen.

## Accès al tron
Segons el cronista Reginó, l'any 851, Lotari, amb només 16 anys hauria quedat orfe de mare.

El 855, el seu pare, que era rei d'Itàlia i emperador d'Occident, li va donar la potestat sobre Frisia.
Aquell mateix any el pare va emmalaltir i va renunciar al tron, per anar-se'n a viure a l'abadia de Prüm i abans de morir va repartir el seu regne, entre els seus tres fills en el tractat de Prüm, pel què Lotari II va rebre Lotaríngia, Lluís II el Jove, va rebre Itàlia i el títol imperial; i Carles de Provença va rebre el Regne de la Baixa Borgonya o regne de Provença i la Borgonya Transjurana. A la mort de Carles en 863 Lotari només va obtenir la sobirania de la Borgonya Cisjurana al nord, el ducat de Lió amb el Viennois, el Vivarès i Uzès, amb el suport de Girard del Roselló mentre la Provença va passar a Lluís.

## Un germà malalt
Lluís i Lotari van provar de convèncer Carles, el seu germà petit, de renunciar per ser massa jove i per ser epilèptic. El van portar a Orbe esperant que agafés els hàbits de monjo però els nobles es van assabentar i s'hi van oposar, deixant la regència en mans del comte de Vienne, Gerard.

## Un matrimoni desavingut
Lotari II, pressionat pel seu pare, segons es diu als Annales Lobienses, es va casar amb Teutberga, filla del poderós Bosó l'Antic i germana d'Hucbert.
Molt probablement Lotari, en el moment del seu matrimoni, ja tindria una estimada de nom Waldrada, qui segons l'historiador francès Alfred-Auguste Ernouf (1816–1889) descendia d'una noble família gal·loromana.
Lotari II va voler desfer-se'n de la seva esposa per a tornar amb la seva estimada i la va acusar d'incest amb el seu germà Hucbert, abat laic de Saint Maurice-in-Valais. Teutberga va ser sotmesa a la prova de l'aigua calenta i la va superar
Per tal de d'aconseguir casar-se amb Waldrada i legitimar el fill que havia tingut amb ella, va cercar el suport del seu oncle Lluís el Germànic rei dels francs orientals, però se li va negar.

En color lila els territoris de Lotari II, els del sud són els que li va prometre el seu germà Carles.

L'any 858, Lotari II va viatjar al nord per col·laborar amb el seu oncle Carles el Calb en la lluita per expulsar els vikings. De camí va passar a visitar el seu germà petit, Carles, amb qui va arribar a un acord: Si moria sense descendència, el seu regne l'heretaria Lotari II.
Malgrat la declaració d'innocència de Teutberga, Lotari insistia a repudiar-la amb l'excusa que no li havia donat fills. El germà d'ella, com a protesta per la situació, es va dedicar al pillatge i espoliació de propietats eclesiàstiques. Llavors Lotari va desposseir-lo dels territoris que anteriorment li havia confiat (la diòcesi de Ginebra, Lausanne i Sion) i els va traspassar al seu germà gran, l'emperador Lluís II, qui a canvi va prometre el seu suport per resoldre el problema del divorci.

## El divorci
El febrer del 860, Lotari va convocar una reunió a Aquisgrà en la qual es va proposar a Teutberga que confessès la seva culpa i com a càstig només la farien ingressar en un convent. Ella finalment va acceptar però després d'estar al convent, va fugir i va anar a refugiar-se amb el seu germà Hucbert. Però com que ell havia estat desposseït dels seus territoris, van anar a buscar ajuda a Carles el Calb el qual primer els va acollir i després la va convèncer d'ingressar a l'abadia d'Avenay on era abadessa la seva cunyada Berta.
L'any 861, segons la Chronica Albrici Monachi Trium Fontium, Lotari havia repudiat Teutberga, amb l'aprovació del comte Bosó, sense especificar si es tractava de l'altre germà de Teutberga, Bosó (820/5-874/8), comte del Valais o si es referia al nebot, Bosó V comte de Vienne o d'Arlès (ca. 844-887).
L'any següent, va tornar a haver una reunió a Aquisgrà en què el bisbe de Reims, Incmar va presentar un llarg document defensant el divorci de Lotari i Teutberga, amb raons morals i legals que el justificaven i finalment es va aprovar.
Segons l'Herimanni Augiensis Chronicon, el matrimoni entre Lotari i Waldrada es va celebrar el mateix any (862) amb la participació del bisbe de Trèveris, Thetgaud (Dietgold), i l'arquebisbe de Colònia, Ghunter, respectivament, germà i oncle de Waldrada.
Teutberga, amb el suport de Carles el Calb i del bisbe de Reims, Hincmar, va apel·lar al papa Nicolau I, l'anul·lació del matrimoni; al mateix temps també Lotari va apel·lar al Papa. En aquest moment, Carles el Calb va tenir una trobada prop de Toul amb el seu germà Lluís el Germànic i amb els bisbes que representaven Lotari. Carles va declarar que no havia tornat a veure el seu nebot des que s'havia encarregat de buscar un convent a Teutberga.

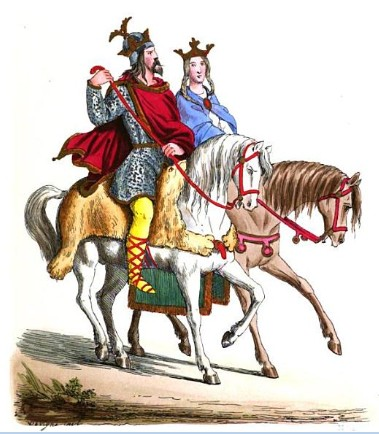
Judit i Balduí, acollits per Lotari II

Lotari aquell mateix any va acollir al seu regne a Judit, filla de Carles el Calb qui, en contra de la voluntat del seu pare havia fugit per casar-se amb Balduí I de Flandes.

## Els últims anys
L'any 863 va morir el germà petit, Carles de Provença, i Lotari esperava heretar el seu regne tal com havien acordat, però el germà gran, Lluís, també el va reclamar. Per tal d'evitar un enfrontament armat van arribar a una repartició: Lluís es quedava el títol i una part de les terres mentre que Lotari es quedava la part de la Borgonya Cisjurana.
El mateix any, el papa va convocar a Metz un sínode dels bisbes francs en el qual es va validar el matrimoni entre Lotari i Waldrada, basant-se en un suposat matrimoni secret anterior al matrimoni amb Teutberga. En realitat va ser una reunió de conveniència, perquè al sínode havien d'assistir tant els bisbes francs occidentals com els bisbes francs orientals, però només hi van assistir els bisbes de Lotari i pocs més. Però Hucbert, el germà de Teutberga es va assabentar i va protestar davant el Papa Nicolau I, qui es va veure obligat a anul·lar les decisions de Metz.
Poc després el germà gran de Lotari el va trair, reunint-se a Tusey amb els seus oncles per a prendre-li les seves terres si no acceptava de conviure amb Teutberga. Lotari va acceptar. El 15 d'agost del 865 Teutberga va tornar a la cort i va ser investida amb els símbols reials per Arseni, un enviat del papa. Waldrada havia d'anar amb Arseni a Roma per demanar perdó pels seus pecats. Passant per Pavia, Waldrada va escapar de la vigilància d'Arseni i va retornar a la Lotaríngia. Això va provocar que el papa l'excomuniqués).

L'imperi carolingi després del tractat de Meerssen

El papa Nicolau I va morir el 13 de setembre del 867 i el nou papa Adrià II es va mostrar més conciliador aixecant l'excomunió a Waldrada.
Lotari, recuperades les esperances, va anar a parlar amb el papa l'any 869, però va morir en el camí de tornada, en les proximitats de Piacenza. va ser enterrat a la basílica de sant Antoni.
L'any següent, amb el Tractat de Meerssen el seu germà Lluís i els seus dos oncles Carles el Calb i Lluís el Germànic es van repartir els seus territoris.

## Genealogia
En el següent esquema s'observa que va tenir quatre fills, un d'ells mascle; però tots van ser considerats bastards.
```
Lotari I
 (
795
 - 
855
), emperador (
840
 - 
855
).
casat el 
821
 amb 
Ermengarda de Tours
 dels 
Eticònides

│
├─Rotrude (?-?).
├─
Lluís II el Jove
 (
825
 - 
875
), rei d'Itàlia i emperador (
855
 - 
875
).
│ casat amb 
Engelberga

│ │
│ ├─Gisela (?-?), abadesa de 
Brescia
.
│ └─
Ermengarda d'Itàlia
 (?-?).
│ casada el 
876
 amb 
Bosó de Provença
 del 
Bosònides

│ │
│ └─
Lluís III el Cec
 (vers 
880
 - 
928
), rei de Provença i d'Itàlia i emperador 
│ 
│
├─Ermengarda (?-?).
│ casada amb 
Guislabert de Meuse
, comte de Maasgau de la nissaga dels 
Regniers

│ │
│ └─
Regnier I d'Hainaut
 (?-† 
915
).
├─
Lotari II de Lotaríngia
 (vers 
835
 - 
869
).
│ 1) casat amb 
Teutberga
 (filla de 
Bosó el Vell
 dels 
Bosònides
) 
│ 2) casat amb 
Waldrada

│ ├─De 2, Hug (?- 
895
).
│ ├─De 2, Gisela (?-?) casada amb el cap normand Godfred.
│ └─De 2 
Berta
 (?-?).
│ 1) casada amb 
Teobald d'Arle
 dels 
Bosònides

│ 2) casada amb 
Adalbert II de Toscana

│ ├─De 1 
Hug d'Arle
 (?- 
947
), comte d'Arle, rei d'Itàlia (
924
 - 
945
).
│ ├─De 1 
Bosó d'Arle

│ ├─De 1 
Teutberga d'Arle
 (vers 
880
/
890
- mort abans de setembre del 
948
), casada amb Garnier 
924
), vescomte de Sens i comte de Troyes.
│ │
│ ├─De 2 
Guiu de Toscana
 (?- 
930
), Marquès de Toscana de 
915
 a 930.
│ │ casat amb 
Marozia
 de la nissaga dels 
Teofilactes

│ │ │
│ │ ├─
Hug de Vienne
 (?-?), comte de Vienne.
│ │ └─
Manassès de Toscana
 (?-?), arquebisbe de Toscana
│ │
│ ├─De 2 
Lambert de Toscana
 (?- mort després del 
938
). Marquès de Toscana el 
931
, cegat per orde d'
Hug d'Arle
 el 931.
│ │
│ └─De 2 Ermengarda de Toscana 
│ casada amb 
Adalbert I d'Ivrea

│ │
│ └─
Anschair
 de Spoleto (av.
923
-?).
│
├─ 
Carles de Provença
 (
845
 - 
863
), rei de Provença (
855
 - 863).
├─ Carloman (?-?).
└─ X (abans de 
855
-?) casada amb Matfrid comte d'Orléans
```